# 樟岗岩
樟岗岩，位于中国广东省揭阳市普宁市麒麟镇樟岗村，为普宁市的一个市级文物保护单位，类型为古建筑，公布时间为1961年。
樟岗岩的历史年代为清初始建，1981年重修。